# Лисенко Аріадна Остапівна
Аріадна Остапівна Лисенко (Рада Лисенко; 10 липня 1921, Хорол — 11 січня 2021) — українська піаністка, заслужена артистка України (1993), професор кафедри фортепіано Національної музичної академії України імені П. І. Чайковського. Дочка Остапа Лисенка, онука Миколи Лисенка. Дружина композитора Андрія Штогаренка.

## Життєпис
Від кінця 1943 року мешкала у Львові. Від 1944 року — завідувачка Кабінету-музею М. Лисенка при Київській консерваторії. У 1945⁣—1947 — солістка УРСР.
1945 року як учасниця конкурсу музикантів-виконавців отримала звання лавреата, першу премію і запрошення на роботу як піаністка до українського радіокомітету (Київ).
1947 року закінчила Київську державну консерваторію (клас професора Абрама Луфера).
У 1947—1950 роках проходила стажування в Москві, навчаючись в аспірантурі (клас професора Генріха Нейгауза); одночасно працювала на Московському радіо у відділі української музики, була московською солісткою.
Після повернення до Києва стала артисткою Київської філармонії (1950—1955), від 1950 року викладала у Київській консерваторії та музичній десятирічці. Консультувала музичні училища Чернігова, Дніпропетровська.
З 1993 року — професор кафедри фортепіано Національної музичної академії України імені П. І. Чайковського.
Померла 11 січня 2021 року.

## Родина
Мала єдину дитину (в першому шлюбі): дочку Наталію — піаністку. Другим чоловіком Ради Остапівни був композитор Андрій Якович Штогаренко.

## Творчість
Глибока інтерпретаторка творів М. Лисенка. Виконувала твори українських композиторів, популяризуючи музику ХІХ–ХХ ст.: В. Заремби, Я. Степового, М. Дремлюги, А. Коломійця, В. Косенка, Л. Ревуцького, Б. Лятошинського, В. Барвінського, С. Людкевича, А. Штогаренка, М. Колесси, Р. Сімовича та інших.
Уперше виконала низку творів вітчизняних композиторів для фортепіано з оркестром, зокрема «Концертні варіації» С. Людкевича, «Партизанські картини», Поему-концерт, «Симфонічні танці» А. Штогаренка. Виступала із симфонічними оркестрами під керівництвомвом Ф. Глущенка, Г. Карапетяна, М. Колесси, Н. Рахліна, К. Симеонова, С. Турчака, А. Шароєва та ін. Концертувала містами України, Росії, країнами Балтії, а також Польщею, Словаччиною, Німеччиною. Протягом всієї творчої діяльності співпрацювала з музичною редакцією Держтелерадіо України. Має багато записаних творів у фонді радіо, а також має записи на грамплатівках.

## Педагогічна діяльність
Серед вихованців А. О. Лисенко Н. Деренівська (лавреат міжнародного конкурсу, 1962 р.), В. Царик (лавреат республіканського конкурсу ім. М. Лисенка, 1979 р.), Ю. Руцинський (лавреат конкурсу ансамблів, 1988 р.), О. Панкратова (дипломант республіканського конкурсу, 1972 р.), А. Халікова (лавреат міжнародного конкурсу ім. М. Лисенка, 1992 р., дипломант конкурсу ім. В. Горовиця), Ж. Аністратенко (кандидат наук), Т. Горбань (кандидат наук), І. Лисакова (кандидат наук), Б. Деменко (доктор наук).